# Diosmetyna
Diosmetyna – organiczny związek chemiczny z grupy flawonoidów oparty na szkielecie flawonu. Związek występuje w przyrodzie, m.in. w kaukaskiej wyce, mięcie i oregano. Diosmetyna jest aglikonem diosminy. Znana jest także jako przeciwutleniacz i środek przeciwzakaźny. Wykazuje także właściwości antymutagenne i antyalergiczne.